# Antonio Commisso
Antonio Commisso, soprannominato l'Avvocato (Siderno, 16 gennaio 1956), è un mafioso italiano.
È stato il capo dell'omonima cosca della 'Ndrangheta.
Divenne capo dopo l'arresto di Cosimo Commisso, suo cugino, implicato nel Siderno Group. Nel 1999 fu arrestato. Nel 2000 con l'operazione Bluff fu emesso un ordine di carcerazione, ma solo il 15 aprile 2004 fu condannato a 10 anni di carcere per associazione mafiosa, traffico di droga, rapine e condizionamento dei risultati elettorali. Nel 2005 furono uccisi Giuseppe Cataldo, a febbraio, e Salvatore Cordì, a marzo, si pensa per sua mano. Dopo questi fatti Commisso iniziò una breve latitanza in Canada dove gestiva un traffico di stupefacenti verso gli Stati Uniti e l'Australia.
Fu arrestato il 28 giugno 2005 a Woodbridge, vicino a Toronto (Canada).